# Julli Wiborg
Juliane "Julli" Wiborg, född 1880, död 1947, var en norsk lärare och författare, främst av flickböcker. Hon var dotter till missionären och författaren Nils Landmark (1844-1923). Hennes dotter Elisabeth Wiborg var en tid förlovad med lyrikern Rolf Jacobsen (1907-1994).
Julli Wiborg studerade vid lärarskolan i Notodden, tog examen 1903 och var 1903-1907 lärare i Porsgrunn, båda i Telemark fylke i södra Norge. Hennes litterära debut kom 1908. Från 1910 var hon bosatt i Oslo.
Hennes böcker fick i sin samtid mycket hård kritik från bibliotekarier och lärare. De romantiska berättelserna ansågs vara skräplitteratur, som man borde skydda ungdomen ifrån.
| ”                                                                 | Även flickboksförfattarinnorna äro ofta allt för produktiva. Den norska författarinnan Julli Wiborg t. ex. har skrivit ett par ganska bra flickböcker, men även en hel rad minst sagt onödiga sådana, av vilka somliga innehålla smaklösheter, som granntyckta föräldrar måste reagera kraftigt mot. Att dessa böcker med deras lättvindiga filmerotik skulle ha någon betydelse för att införa ungdomen i dessa problem, vilket jag hört anföras till deras försvar, är rent nonsens. ... Hennes böcker äro också exponenter för den bland flickböckerna florerande förargliga fortsättningsberättelsen. Man kastas in i en hopplös härva av mostrar, fastrar, kusiner, förlovningar m. m., om vilka man aldrig får veta någonting, om man ej läst de fem föregående böckerna i serien. | „ |
| – "Barnbokskataloger", av Lizzie Tynell i Biblioteksbladet (1933) | |   |